# S/S Carl Henckel
Carl Henckel var ett svenskt ångfartyg och lastfartyg som minsprängdes under andra världskriget. Enligt lista över krigshandlingar under andra världskriget blev hon torpederad av den tyska ubåten U-21.

## Historik
Fartyget byggdes 1882, samma år som det samtidigt förolyckade S/S Mars av Helsingborg. Carl Henckel hette först Henriette och ägdes av rederiet Best Ruby & Co. 1888 såldes Henriette till rederiet T. Marwood & son och fick namnet Leila. 1893 köptes Leila av det skotska rederiet Maclay & MacIntyre. 1912 såldes hon till det norska rederiet H. Skougaard i Langesund som döpte henne till Severini. 1915 räddade Severini besättningen på ångaren Vendela av Göteborg, som sprungit läck och sjunkit i Nordsjön. 1923 kom ångaren under svensk flagg när hon köptes av redaren H Edling i Helsingborg för rederi AB Orions räkning. Här fick hon namnet Harrisborg. Köpesumman angavs till 200 000 NKr. 1928 bärgade ångaren återigen en svensk besättning, då den i Östersjön räddade fyra man från den sjunkande skonaren Ingeborg av Järnavik. 1934 såldes Harrisborg till Rederi AB Henal i Helsingborg till ett angivet pris av 39 000:- SEK. Namnet ändrades till Carl Henckel. I april 1939 övertogs befälet på Carl Henckel av kapten Eklund, som blev ångarens siste befälhavare. Under fartygets uppehåll i Leith föll ångarens andre maskinist W. Olsson under mörkläggningen i dockan och drunknade. Han begravdes i Leith, innan ångaren gav sig ut på sin sista resa.
Ångaren hade som nämnts räddat flera nödställda besättningar. Till och med på sin sista resa bärgade hon de överlevande från Mars, men vid detta tillfälle kunde inte Carl Henckel återbörda de räddade till livet - även hennes eget öde var den gången beseglat.

## Minsprängningen
Ångaren avgick strax för jul från Leith med kollast mot Stockholm tillsammans med S/S Mars av Helsingborg som skulle till Vinga för att vänta på nya order. Vid 06:30-tiden på morgonen den 21 december upptäckte vakthavande styrman E. Schalling på Carl Henckel en dov detonation och upptäckte strax därefter att Mars lanternor var försvunna. På styrbords låring observerades ett blinkande ljus och man satte kurs mot ljuset. Fem minuter senare skedde en explosion underifrån som liksom lyfte fartyget. Babords livbåt med tio man ombord sjösattes. Då ångaren emellertid förblev flytande, återvände livbåtsbesättningen till fartyget. Därefter styrde man återigen mot ljuset, som visade sig vara en av Mars livflottar med tre man ombord. Trots den rådande sjögången lyckades man bärga dessa. Efter lite konfererande beslöt man att återvända till England eftersom fartyget kunde hållas flytande. Först skulle man göra en gir över det område som Mars gått till botten vid, för att söka efter överlevande. När giren påbörjades kl 09:15 skedde en andra explosion. Minexplosionen hade denna gång en fruktansvärd verkan. Den slet helt bort akterskeppet från fyrans lucka. Kol, plankor och luckor slungades högt i luften och akterskeppet sjönk hastigt. Inom loppet av två minuter sjönk Carl Henckel på ungefär samma plats som Mars. Med Carl Henckel följde tio man med i djupet samt två av dem som räddats från Mars. Mars och Carl Henckel hade sammanlagt 36 man ombord varav 28 miste livet. De åtta överlevande männen låg och drev på flottarna hela dagen och hela natten i det upprörda och kalla vattnet. Sjöarna spolade ideligen över flottarna. På dagen iakttogs ett 40-tal flygplan på hög höjd som man försökte signalera till, men utan resultat. Efter ett dygn påträffades flottarna av ångaren Hop av Bergen, vilken bärgade männen och tog dem in till Kristiansand, där styrman Nilsson och eldaren G. Edlund inlades på sjukhus för vård. På sin nästa resa försvann Hop i Nordsjön med man och allt, troligen offer för samma förstörelseredskap - minan!